# Auranus hoeferscovitorum
Auranus hoeferscovitorum – gatunek kosarza z podrzędu Laniatores i rodziny Stygnidae.

## Występowanie
Gatunek wykazany z Brazylii.